# Minúscula 34
Minúscula 34 (en la numeración Gregory-Aland), A19 (Soden) es un manuscrito griego en minúsculas del Nuevo Testamento escrito en vitela. Es datado paleográficamente en el siglo X.

## Descripción
El códice contiene el texto de los cuatro Evangelios, con tres lagunas. El texto está escrito en una columna por página, 22 líneas por página, en 469 hojas de pergamino (28.8 cm por 19.2 cm). Está elegantemente escrito. Los tocados y las letras iniciales están ornamentados con colores.
Las hojas 1-3 fueron añadidas por una mano posterior, con una Homilía de Psello.
El texto está rodeado por una catena (en Marcos, de Victorino). El texto de Marcos 16:8-20 no tiene comentarios. La catena es similar a la de 194.
El texto de los Evangelios está dividido de acuerdo a los κεφαλαια (capítulos), cuyos números se colocan al margen del texto, y los τιτλοι (títulos) en la parte superior de las páginas. Tiene una división de acuerdo con las más pequeñas Secciones Amonianas (en Marcos, 241 secciones; la última en 16:20), pero no tiene referencias a los Cánones de Eusebio.
Contiene la Epistula ad Carpianum, las tablas de Canon de Eusebio, prolegómenos, ilustraciones, suscripciones al final de cada Evangelio, con números de στιχοι y los retratos de los cuatro evangelistas.
El comentario de Victorino del Evangelio de Marcos proviene del mismo original que en el códice 39.

## Texto
El texto griego de este códice es representativo del tipo textual bizantino. Aland lo colocó en la Categoría V. No fue examinado usando el Perfil del Método de Claremont.
Carece de Mateo 16:2b-3. El texto de la perícopa de la adúltera (Juan 7:53-8:11) es marcado como dudoso. Cuenta con nota al margen: «mais c'est une erreur. None avone verifie le passage avec soin et cette note n'y existe nulle part».
Contiene el texto de Lucas 22:43-44 sin un óbelo o asterisco, pero tiene un escolio cuestionable en el margen.

## Historia
El manuscrito fue fechado por Scholz y Martin en el siglo X. Es datado por el INTF en el siglo X.
El manuscrito fue escrito en el monte Athos, y perteneció al monasterio de Stavronikita. Fue llevado por Pierre Seguier a Francia y se convirtió parte del Fonds Coislin.
El manuscrito fue examinado y descrito por Montfaucon, Wettstein, Scholz, Tischendorf, Paulin Martin y Burgon.
Fue añadido a la lista de manuscritos del Nuevo Testamento por J. J. Wettstein, quien le dio el número 34. C. R. Gregory vio el manuscrito en 1885.
Se encuentra actualmente en la Bibliothèque nationale de France (Coislin Gr. 195) en París.

## Lectura adicional
- Bernard de Montfaucon (1715). Bibliotheca Coisliniana, olim Segueriana. París: Ludovicus Guerin & Carolus Robustel. p. 247.

- Datos: Q6870265